# Omotesandō (metropolitana di Tokyo)
La stazione di Omotesandō (表参道駅?, Omotesandō-eki) è una stazione della metropolitana di Tokyo che si trova fra i quartieri di Minato e Shibuya. La stazione è servita da tre linee della Tokyo Metro.